# Phlegethontia
La flegetontia (gen. Phlegethontia), noto anche come dolicosoma (gen. Dolichosoma) è un anfibio estinto, appartenente agli aistopodi. Visse nel Carbonifero superiore (circa 310 - 308 milioni di anni fa) e i suoi resti sono stati rinvenuti in Europa e in Nordamerica.

## Descrizione
Lungo circa un metro, questo strano anfibio estinto possedeva caratteristiche particolari: il corpo di Phlegethontia era allungatissimo e serpentiforme, e gli arti erano scomparsi.

### Cranio
Phlegethontia possedeva un cranio costituito da ossa leggere e dotato di numerose aperture come alcuni aistopodi arcaici, ma le orbite erano spostate notevolmente più indietro, verso il centro del cranio. Inoltre, l'articolazione della mandibola era spostata più anteriormente rispetto all'occipite. Al contrario di altri aistopodi come Oestocephalus, in cui erano ancora le numerose ossa dermiche craniche tipiche di molti anfibi paleozoici, Phlegethontia era sprovvisto di quasi tutte le ossa posteriori della volta cranica, compresi parietali, postparietali, sopratemporali e tabulari. La perdita delle ossa superficiali del tetto cranico rivela l'alto grado di ossificazione della sottostante scatola cranica, che si mostra come una singola unità priva di suture. Dorsalmente era presente una notevole cresta sagittale, che si estendeva fino al forame pineale. Posteriormente, invece, la cresta sagittale era attraversata trasversalmente da una cresta nucale. La superficie occipitale consisteva anch'essa di elementi fusi.  

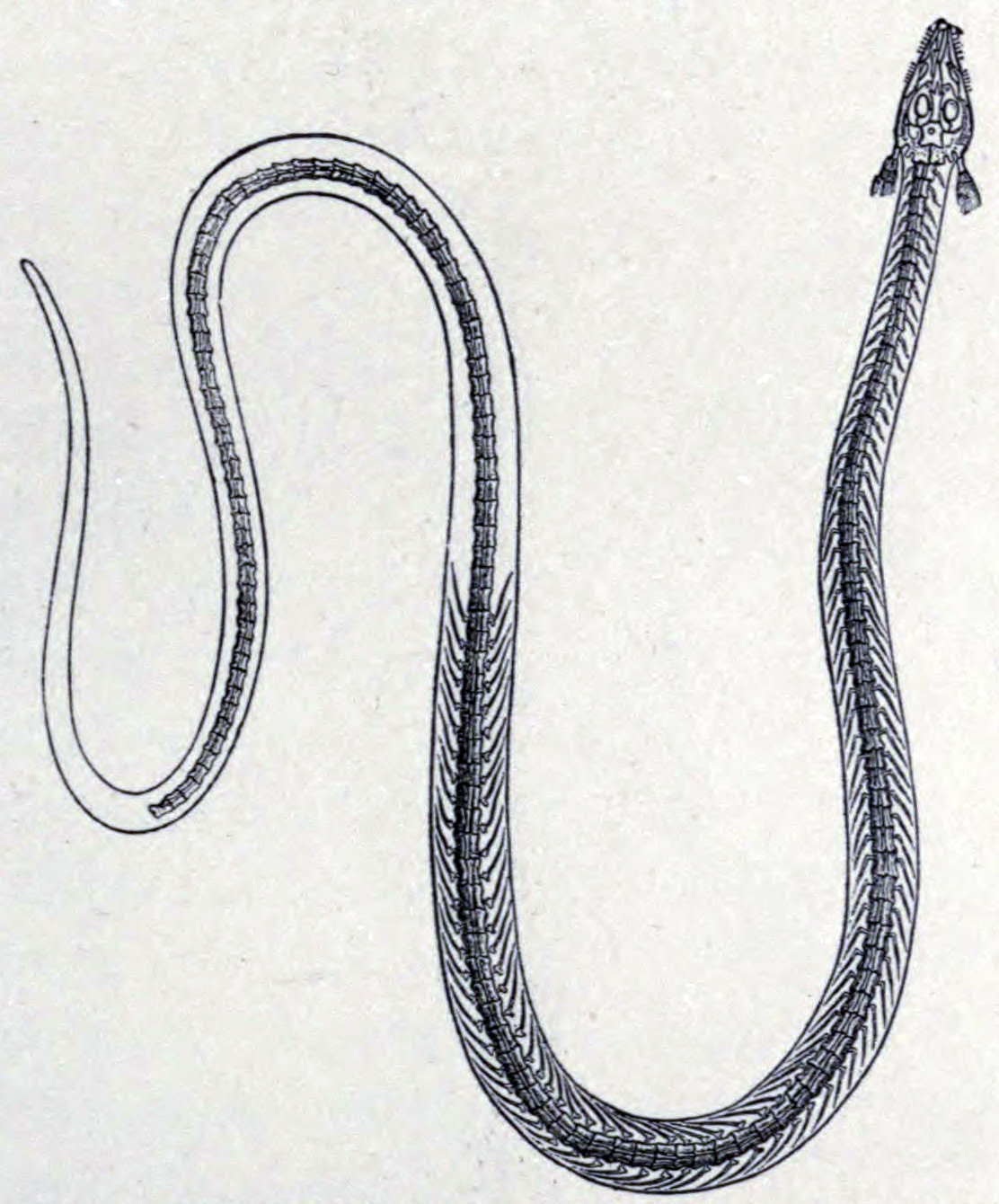
Ricostruzione dello scheletro di Phlegethontia longissima, da Fritsch (1910)

A causa della piccola taglia del cranio, il foramen magnum sembra essere enorme, in confronto all'area circolare dell'articolazione con la colonna vertebrale. Le staffe erano a forma di piatto, senza un ramo stapediale o un forame. Il parasfenoide era fuso alla base della scatola cranica, mentre le altre ossa del palato includevano uno pterigoide molto allungato e un epipterigoide attaccato alla scatola cranica. L'intero complesso del palatoquadrato si articolava con una regione prominente del basicranio. Phlegethontia era inoltre caratterizzato da una serie di ossa strette e ricurve ammassate all'interno dell'orbita; queste ossa probabilmente rinforzavano la palpebra. La mandibola era costituita da due elementi ossei, uno dotato di denti e l'altro (posteriore) che formava l'articolazione delle fauci.

### Scheletro postcranico
Il corpo serpentiforme di Phlegethontia è il più lungo e specializzato di ogni aistopode noto. La specie Phlegethontia longissima era dotata di 200 - 210 vertebre, mentre P. linearis ne possedeva 230 - 250. Per fare un raffronto, un altro aistopode ben noto, Oestocephalus, era dotato di "sole" 140 vertebre. P. linearis era inoltre caratterizzato da centri vertebrali delle vertebre cervicali insolitamente corti, con spine neurali allungate.

## Classificazione
Phlegethontia venne descritto per la prima volta nel 1871 da Edward Drinker Cope, che ne descrisse i fossili provenienti da Linton (Ohio). La specie tipo è P. linearis. Un'altra specie, inizialmente descritta come Dolichosoma longissima, venne studiata da Antonin Fritsch nel 1875 sulla base di resti provenienti da Nýřany, in Repubblica Ceca. Successivamente questa specie, ritrovata anche a Linton e a Mazon Creek (Illinois), venne attribuita a Phlegethontia. Già nel 1867 Thomas Huxley descrisse un fossile proveniente dal giacimento di  Jarrow in Irlanda, denominandolo "Dolichosoma"; la cattiva conservazione del reperto e la descrizione inadeguata lo hanno tuttavia fatto ritenere un nomen nudum (Baird, 1964).
Phlegethontia è considerato il membro più derivato degli aistopodi, un gruppo di anfibi dalle origini sconosciute, caratteristici del Carbonifero e del Permiano inferiore. Altri membri simili a Phlegethontia erano Pseudophlegethontia (evolutivamente un intermedio tra Oestocephalus e Phlegethontia) e Sillerpeton del Permiano inferiore, l'ultimo aistopode noto. 

## Paleoecologia
Phlegethontia era un organismo acquatico, che si muoveva nelle pozze d'acqua dolce serpeggiando; è possibile che vivesse anche fra i detriti nella terraferma, cibandosi di piccoli animali.